# الفانسین
الفانسین (به ایتالیایی: Alfonsine) یک سکونتگاه مسکونی در ایتالیا است که در استان راونا واقع شده‌است.

## خصوصیات
الفانسین ۱۰۶٫۸ کیلومترمربع مساحت و ۱۱٬۷۳۹ نفر جمعیت دارد و ۶ متر بالاتر از سطح دریا واقع شده‌است.